# Arcade Archives
Arcade Archives (アーケードアーカイブス, Ākēdo Ākaibusu) é uma série de jogos emulados de fliperama da década de 1980 até a década de 2000 lançada para os consoles de oitava geração publicada pela Hamster Corporation. O emulador para os jogos é desenvolvido pela Nippon Ichi Software. Há também um sub-arco do serviço apelidado como ACA Neo Geo (アケアカNEOGEO, Akeaka Neo Jio) que tem como foco, relançar títulos de Neo Geo na sua versão de fliperama (MVS), ao invés de muitos serviços anteriores, que tentam emular as versões domésticas (AES) do sistema.
Inicialmente foi lançado em 2014 como serviço exclusivo do PS4, recebendo em 2017 versões para Xbox One, Nintendo Switch e Windows 10.
Arcade Archives reproduz fielmente os jogos clássicos de fliperama nos consoles modernos. Os jogadores podem compartilhar imagens e vídeo usando funcionalidades do sistema e competir com outros na pontuação para a classificação mundial.

## Jogos
| Título inglês                | Título japonês                | Editor       | Originalrelease | Japão                   | América do Norte        | Europa                  | Ásia                    |
| ---------------------------- | ----------------------------- | ------------ | --------------- | ----------------------- | ----------------------- | ----------------------- | ----------------------- |
| A-Jax                        | Um-JAX                        | Konami       | 1987            | 19 de março de 2015     | 8 de setembro de 2015   | 20 de outubro de 2015   | 18 de junho de 2015     |
| Ark Area                     | アークエリア                  | UPL          | 1987            | 19 de janeiro de 2017   | por anunciar            | por anunciar            | 19 de janeiro de 2017   |
| Armed F                      | アームドF                     | Nichibutsu   | 1988            | 27 de maio de 2016      | 27 de maio de 2016      | por anunciar            | 27 de maio de 2016      |
| Atomic Robo-Kid              | アトミック・ロボキッド        | UPL          | 1988            | 29 de setembro de 2016  | por anunciar            | por anunciar            | 30 de setembro de 2016  |
| Bomb Jack                    | ボンジャック                  | Tecmo        | 1984            | 19 de junho de 2014     | 18 de agosto de 2015    | por anunciar            | por anunciar            |
| Bubble Bobble                | バブルボブル                  | Taito        | 1986            | 29 de janeiro de 2016   | 15 de março de 2016     | 1 de abril de 2016      | 14 de junho de 2016     |
| Butasan                      | ぶたさん                      | Jaleco       | 1987            | 12 de março de 2015     | 14 de julho de 2015     | 6 de outubro de 2015    | por anunciar            |
| City Connection              | シティコネクション            | Jaleco       | 1985            | 2 de outubro de 2014    | 5 de maio de 2015       | 8 de setembro de 2015   | por anunciar            |
| Contra                       | 魂斗羅                        | Konami       | 1987            | 10 de agosto de 2016    | 27 de setembro de 2016  | 15 de novembro de 2016  | 10 de agosto de 2016    |
| Cosmo Polícia Galivan        | コスモポリス ギャリバン       | Nichibutsu   | 1985            | 9 de abril de 2015      | 20 de outubro de 2015   | 9 de fevereiro de 2016  | 6 de agosto de 2015     |
| Crazy Climber                | クレイジー・クライマー        | Nichibutsu   | 1980            | 15 de maio de 2014      | 26 de maio de 2015      | 19 de junho de 2015     | 14 de maio de 2015      |
| Crazy Climber 2              | クレイジー・クライマー２      | Nichibutsu   | 1989            | 26 de fevereiro de 2015 | 15 de outubro de 2015   | 19 de janeiro de 2016   | 30 de julho de 2015     |
| Darius                       | ダライアス                    | Taito        | 1986            | 26 de agosto de 2016    | por anunciar            | por anunciar            | 26 de agosto de 2016    |
| Double Dragon                | ダブルドラゴン                | Technos      | 1987            | 27 de novembro de 2014  | 12 de maio de 2015      | 14 de julho de 2015     | 21 de maio de 2015      |
| Double Dragon II The Revenge | ダブルドラゴンII ザ・リベンジ | Technos      | 1989            | 26 de fevereiro de 2016 | 26 de fevereiro de 2016 | 26 de fevereiro de 2016 | 26 de fevereiro de 2016 |
| Elevator Action              | エレベーターアクション        | Taito        | 1983            | por anunciar            | por anunciar            | por anunciar            | por anunciar            |
| Exerion                      | エクセリオン                  | Jaleco       | 1983            | 23 de outubro de 2014   | 7 de julho de 2015      | 22 de julho de 2015     | por anunciar            |
| Flak Attack                  | フラックアタック              | Konami       | 1987            | 25 de março de 2016     | 26 de julho de 2016     | 26 de julho de 2016     | 25 de março de 2016     |
| Front Line                   | フロントライン                | Taito        | 1983            | por anunciar            | por anunciar            | por anunciar            | por anunciar            |
| Gradius                      | グラディウス                  | Konami       | 1985            | 29 de janeiro de 2015   | 9 de junho de 2015      | 23 de junho de 2015     | 21 de maio de 2015      |
| Gradius II                   | グラディウスII -GOFERの野望-  | Konami       | 1988            | 22 de abril de 2016     | 15 de julho de 2016     | 23 de agosto de 2016    | 22 de abril de 2016     |
| Haunted Castle               | 悪魔城ドラキュラ              | Konami       | 1988            | 1 de dezembro de 2016   | por anunciar            | por anunciar            | 1 de dezembro de 2016   |
| Ikki                         | いっき                        | Sunsoft      | 1985            | 22 de maio de 2015      | 3 de novembro de 2015   | 12 de abril de 2016     | 12 de agosto de 2015    |
| Karate Champ                 | 空手道                        | Este de dado | 1984            | 9 de outubro de 2014    | 29 de setembro de 2015  | 28 de julho de 2015     | 2 de julho de 2015      |
| Kid's Horehore Daisakusen    | キッドのホレホレ大作戦        | Nichibutsu   | 1987            | 12 de fevereiro de 2016 | 26 de abril de 2016     | 30 de agosto de 2016    | 12 de fevereiro de 2016 |
| KiKi KaiKai                  | 奇々怪界                      | Taito        | 1986            | 15 de julho de 2016     | 14 de setembro de 2016  | por anunciar            | 15 de julho de 2016     |
| The Legend of Kage           | 影の伝説                      | Taito        | 1985            | 2 de outubro de 2015    | 1 de dezembro de 2015   | 16 de fevereiro de 2016 | 8 de abril de 2016      |
| MagMax                       | マグマックス                  | Nichibutsu   | 1985            | 2 de abril de 2015      | 21 de julho de 2015     | 2 de dezembro de 2015   | 5 de junho de 2015      |
| Mat Mania Exciting Hour      | エキサイティングアワー        | Technos      | 1985            | 12 de junho de 2014     | 24 de março de 2015     | 24 de agosto de 2015    | 21 de maio de 2015      |
| Moon Crista                  | ムーンクレスタ                | Nichibutsu   | 1980            | 26 de agosto de 2014    | 29 de maio de 2015      | 29 de setembro de 2015  | 12 de junho de 2015     |
| Mr. Goemon                   | Senhor五右衛門                | Konami       | 1986            | 25 de dezembro de 2014  | 22 de setembro de 2015  | 27 de outubro de 2015   | 28 de maio de 2015      |
| Mutant Night                 | ミュータントナイト            | UPL          | 1987            | por anunciar            | por anunciar            | por anunciar            | por anunciar            |
| Ninja-Kid                    | 忍者くん 魔城の冒険           | UPL          | 1984            | 15 de maio de 2014      | 26 de maio de 2015      | 7 de julho de 2015      | 14 de maio de 2015      |
| Ninja-Kid II                 | 忍者くん 阿修羅ノ章           | UPL          | 1987            | 5 de junho de 2015      | 27 de outubro de 2015   | 26 de janeiro de 2016   | 3 de setembro de 2015   |
| The Ninja Warriors           | ニンジャウォーリアーズ        | Taito        | 1987            | por anunciar            | por anunciar            | por anunciar            | por anunciar            |
| Nova 2001                    | NOVA2001                      | UPL          | 1983            | 25 de setembro de 2014  | 16 de junho de 2015     | 3 de novembro de 2015   | 25 de junho de 2015     |
| Raiders5                     | レイダース5                   | UPL          | 1985            | 18 de dezembro de 2014  | 23 de junho de 2015     | por anunciar            | 16 de julho de 2015     |
| Renegade (videojogo)         | レネゲード                    | Technos      | 1986            | 24 de julho de 2014     | 2 de junho de 2015      | 30 de junho de 2015     | 28 de maio de 2015      |
| Rygar                        | アルゴスの戦士                | Tecmo        | 1986            | 15 de maio de 2014      | 19 de agosto de 2014    | por anunciar            | por anunciar            |
| Salamander                   | 沙羅曼蛇                      | Konami       | 1986            | 27 de novembro de 2015  | 29 de março de 2016     | 26 de abril de 2016     | 23 de fevereiro de 2016 |
| Scramble (videojogo)         | スクランブル                  | Konami       | 1981            | 25 de dezembro de 2014  | 30 de junho de 2015     | por anunciar            | 9 de julho de 2015      |
| Shanghai III                 | 上海III                       | Sunsoft      | 1993            | 3 de julho de 2015      | 24 de novembro de 2015  | 2 de junho de 2016      | 10 de setembro de 2015  |
| Shusse Ozumo                 | 出世大相撲                    | Technos      | 1984            | 22 de janeiro de 2015   | 30 de setembro de 2015  | 19 de julho de 2016     | 24 de julho de 2015     |
| Soldier Girl Amazon          | 聖戦士アマテラス              | Nichibutsu   | 1986            | 11 de março de 2016     | 9 de agosto de 2016     | 20 de setembro de 2016  | 11 de março de 2016     |
| Solomon's Key                | ソロモンの鍵                  | Tecmo        | 1986            | 4 de setembro de 2014   | 15 de setembro de 2015  | por anunciar            | por anunciar            |
| Star Force                   | スターフォース                | Tecmo        | 1984            | 4 de setembro de 2015   | por anunciar            | por anunciar            | por anunciar            |
| Super Dodge Ball             | 熱血高校ドッジボール部        | Technos      | 1987            | 31 de julho de 2015     | 10 de novembro de 2015  | 12 de janeiro de 2016   | 18 de março de 2016     |
| Terra Crista                 | テラクレスタ                  | Nichibutsu   | 1985            | 20 de novembro de 2014  | 19 de maio de 2015      | 15 de setembro de 2015  | 14 de maio de 2015      |
| Terra Force                  | テラフォース                  | Nichibutsu   | 1987            | 17 de novembro de 2016  | por anunciar            | por anunciar            | 17 de novembro de 2016  |
| Thunder Cross                | サンダークロス                | Konami       | 1988            | por anunciar            | por anunciar            | por anunciar            | por anunciar            |
| TwinBee                      | ツインビー                    | Konami       | 1985            | 25 de dezembro de 2015  | 26 de fevereiro de 2016 | 10 de maio de 2016      | 10 de maio de 2016      |
| Wonder Boy                   | ワンダーボーイ                | Escapada     | 1986            | 10 de julho de 2014     | por anunciar            | por anunciar            | por anunciar            |
| Wonder Boy in Monster Land   | モンスターランド              | Escapada     | 1987            | por anunciar            | por anunciar            | por anunciar            | por anunciar            |

### ACA Neo Geo
| Título inglês                | Título japonês                    | Editor | Lançamento Original | Japão                  | América do Norte       | Europa                 | Ásia                   |
| ---------------------------- | --------------------------------- | ------ | ------------------- | ---------------------- | ---------------------- | ---------------------- | ---------------------- |
| Alpha Mission II             | ASOII 〜ラストガーディアン〜      | SNK    | 1991                | 26 de dezembro de 2016 | 10 de janeiro de 2017  | 18 de janeiro de 2017  | 26 de dezembro de 2016 |
| Fatal Fury: King of Fighters | 餓狼伝説 ～宿命の闘い～           | SNK    | 1991                | 15 de dezembro de 2016 | 12 de janeiro de 2017  | 4 de janeiro de 2017   | 15 de dezembro de 2016 |
| The King of Fighters '94     | ザ・キング・オブ・ファイターズ'94 | SNK    | 1994                | 27 de outubro de 2016  | 27 de outubro de 2016  | 27 de outubro de 2016  | 27 de outubro de 2016  |
| Metal Slug                   | メタルスラッグ                    | SNK    | 1996                | 24 de novembro de 2016 | 28 de novembro de 2016 | 24 de novembro de 2016 | 24 de novembro de 2016 |
| NAM-1975                     | NAM-1975                          | SNK    | 1990                | por anunciar           | por anunciar           | por anunciar           | por anunciar           |
| Neo Turf Masters             | ビッグトーナメントゴルフ          | SNK    | 1996                | por anunciar           | por anunciar           | por anunciar           | por anunciar           |
| Samurai Shodown              | サムライスピリッツ                | SNK    | 1993                | 8 de dezembro de 2016  | 9 de dezembro de 2016  | 8 de dezembro de 2016  | 8 de dezembro de 2016  |
| World Heroes                 | ワールドヒーローズ                | SNK    | 1992                | por anunciar           | por anunciar           | por anunciar           | por anunciar           |